# Cantone di Corps
Il Cantone di Corps era una divisione amministrativa dell'arrondissement di Grenoble.
A seguito della riforma approvata con decreto del 18 febbraio 2014, che ha avuto attuazione dopo le elezioni dipartimentali del 2015, è stato soppresso.

## Composizione
Comprendeva i comuni di:
- Ambel
- Beaufin
- Corps
- Les Côtes-de-Corps
- Monestier-d'Ambel
- Pellafol
- Quet-en-Beaumont
- Sainte-Luce
- Saint-Laurent-en-Beaumont
- Saint-Michel-en-Beaumont
- Saint-Pierre-de-Méaroz
- La Salette-Fallavaux
- La Salle-en-Beaumont